# Молоков, Вячеслав Михайлович
Вячесла́в Миха́йлович Мо́локов (4 февраля 1955, Улан-Удэ — 29 марта 2010, Москва) — советский и российский актёр театра и кино, заслуженный артист Российской Федерации (1997). Актёр театра имени Ермоловой. Лауреат премии Московского комсомола (1977, за спектакль «Память»).

## Биография
Выпускник ГИТИСа 1976 года мастерской Владимира Андреева.

### Театр
Ещё студентом дебютировал на Ермоловской сцене. Первая значительная работа — главная роль Джонни в спектакле по пьесе Шона О`Кейси «Юнона и Павлин» (режиссёр Н. Губенко).
За 30 лет сыграл более 40 ролей.

### Работы в театре
- Хлебников («Память» — премия Московского комсомола, 1977),
- Иван Кулибин («Василиса Мелентьева»),
- Шилонов («Казанский университет»),
- Геликон («Калигула»),
- Чебаков («Женитьба Бальзаминова»),
- Барон Берли («Мария Стюарт»),
- Нарышкин («Великая Екатерина»),
- Евгений («Танго»),
- Планше («Благодарю Вас навсегда»),
- Артуро (Вечер комедии)...

### Кино
Впервые на киноэкране появился в 1974 году в картине «Последнее лето детства» (продолжении популярных фильмов «Кортик» и «Бронзовая птица»), где сыграл роль Витьки Бурова по прозвищу Альфонс Доде.
Однако, удачный дебют не обернулся хорошим стартом в кино. В дальнейшем, как правило, играл роли второго плана: Макс Бубенчиков в фильме Юрия Борецкого «Моя любовь на третьем курсе», Толик в военной ленте Александра Сурина «Сашка», Девяткин в детективе Булата Шманова «Потерпевшие претензий не имеют», князь Ипполит Полозов в картине Евгения Герасимова «Поездка в Висбаден» (экранизации повести И. С. Тургенева «Вешние воды») и другие.
В 1990-е годы был не востребован. Возвращение на экраны состоялось уже в XXI веке. В последние годы регулярно снимался в различных фильмах и сериалах, играя военных, политиков или банкиров. Среди его ролей: генерал Черепко в картине Олега Фомина «Конференция маньяков», банкир Терещенко в остросюжетной ленте «Оперативный псевдоним», майор КГБ Серый в трагикомедии «Козлёнок в молоке», губернатор московской области в сериале «Сыщики», первый секретарь горкома партии Михаил Мефодьевич Кумоватов в сериале «Ликвидация» и другие.
18 марта 2010 года, играя в спектакле «12-я ночь», почувствовал боли в спине, ему стало плохо, сотрудники театра вызвали скорую, а второй акт спектакля был отменён. Приехавшие врачи «скорой помощи» поставили диагноз — воспаление седалищного нерва. Назначенное лечение не помогало, к 22 марта боль усилилась и он снова обратился к врачу. После осмотра врач сказал, что диагноз, поставленный ранее был неверен и дело не в спине, а в сердце, и в больнице ему был поставлен верный диагноз — обширный инфаркт. Спустя несколько дней ему поставили в сосуд сердца стент и он на некоторое время почувствовал себя лучше, но на следующий день после установки, 29 марта 2010 года, внезапно скончался.
Похоронен 1 апреля 2010 года на Покровском кладбище.

## Фильмография (выборочно)
1. 1974 — «Последнее лето детства» — Витька Буров («Альфонс Доде»)
2. 1975 — «Алмазы для Марии» — механик
3. 1976 — «Моя любовь на третьем курсе» — Макс Бубенчиков
4. 1978 — «Время выбрало нас» — Тимоха
5. 1980 — «Коней на переправе не меняют» — лётчик
6. 1981 — «Сашка» — Толик
7. 1985 — «Господин гимназист» — есаул
8. 1986 — «Потерпевшие претензий не имеют» — Девяткин
9. 1989 — «Поездка в Висбаден» — князь Ипполит Полозов
10. 1990 — «Далеко-далече» — Толик
11. 1990 — «Под северным сиянием» — Болбошка
12. 1991 — «Джокер» — Хрущ
13. 1993 — «Жизнь и необычайные приключения солдата Ивана Чонкина» — генерал Дрынов
14. 2001 — «Конференция маньяков» — генерал Черепко
15. 2002 — «Антикиллер» — Бобовкин
16. 2002 — «Козлёнок в молоке» — полковник КГБ Серый
17. 2002 — «Львиная доля» — полковник Назаров
18. 2002 — «О кэй!» — Виктор Сухоручко
19. 2002 — «Оперативный псевдоним» — банкир Терещенко
20. 2002 — «Приключения мага» — начальник милиции
21. 2002 — «Супермен этого дня» — полковник Иванов
22. 2003 — «Желанная» — майор
23. 2003 — «Инструктор» — Мещеряков
24. 2004 — «Сыщики» (серия «Знание умножает скорбь?») — губернатор Московской области
25. 2004 — «Наваждение»
26. 2005 — «Две судьбы 2»
27. 2005 — «Две судьбы 3»
28. 2006 — В ритме танго — Лихачёв
29. 2007 — «Молодой Волкодав»
30. 2007 — «Ликвидация» — Михаил Мефодьевич Кумоватов (первый секретарь горкома партии)
31. 2008 — «Висяки» — Владимир Степанович Гущин, полковник милиции
32. 2008 — Медвежья охота — Леонид Сергеевич Мурдян, бывший работник МВД, пенсионер (нет в титрах)
33. 2008 — Привет, киндер! — директор интерната
34. 2008 — «Автобус» — Утюгов
35. 2009 — «Исаев»— председатель суда